# NW Волос Вероники
NW Волос Вероники (лат. NW Comae Berenices), HD 114839 — одиночная переменная звезда в созвездии Волос Вероники на расстоянии приблизительно 475 световых лет (около 146 парсек) от Солнца. Видимая звёздная величина звезды — от +8,48m до +8,43m. Возраст звезды определён в среднем как около 1,359 млрд лет*.

## Характеристики
NW Волос Вероники — белая Am-звезда*, пульсирующая переменная звезда типа Дельты Щита (DSCTC) и переменная звезда типа Гаммы Золотой Рыбы (GDOR)* спектрального класса Am, или A3m, или A3, или F4-F5. Масса — около 1,6 солнечной, радиус — около 1,554 солнечного, светимость — около 6,797 солнечной. Эффективная температура — около 7146 K.

## Планетная система
В 2019 году учёными, анализирующими данные проектов HIPPARCOS и Gaia, у звезды обнаружена планета HIP 64463 b.